# Праско
Пра̀ско (на италиански: Prasco; на пиемонтски: Prasch, Праск) е село и община в Северна Италия, провинция Алесандрия, регион Пиемонт. Разположено е на 245 m надморска височина. Населението на общината е 565 души (към 2010 г.).